# Aappilattoq (Avannaata)
 Der er flere lokaliteter med dette navn, se Aappilattoq.
Aappilattoq ("Det røde fjeld") er en bygd i Vestgrønland med ca. 159 indbyggere (2014) beliggende ca. 20 km nordøst for Upernavik på kanten af Upernavik Isfjord. Den hørte tidligere under Upernavik Kommune, men er nu en del af Avannaata Kommune.
Aappilattoq blev grundlagt i 1805 og blev handelsstation i 1850.
De fleste af bygdens indbyggere er beskæftiget med fiskeri og fangst. Havet omkring Aappilattoq er for det meste isfrit om vinteren, og derfor har bygdens fangere og fiskere ingen problemer med at udføre deres erhverv hele året.
I bygden findes blandt andet en kirke, en stor butik (Pilersuisoq), en kiosk, en fiskefabrik, et privatejet indhandlingssted af fersk skind, et elværk, et vandværk og en lokal skole.
Den kommunale skole Narsannguup Atuarfia har plads til ca. 32 elever fra 1. til 8. klasse. Skolen er et centrum for aktiviteterne i bygden, og forskellige arrangementer tiltrækker mange af indbyggerne. F.eks. arrangeres juletræfest, Luciaoptog, teaterforestillinger og fastelavn. I tilknytning til skolen ligger et folkebibliotek.